# Alopecia
Si definisce alopecia il processo di diminuzione della qualità (colore, spessore) e della quantità di capelli o la loro scomparsa. Il termine deriva dal greco alópex (ἀλώπηξ = volpe) e vuole indicare un tipo di perdita di capelli a chiazze, come quella della volpe in primavera.
Il nome, tuttavia, potrebbe anche derivare dal fatto che Socrate, nativo del demo di Alopece, ne fosse affetto.

## Eziologia
L'etiopatogenesi della malattia resta ancora oggi misteriosa. Gli studi e le ricerche avrebbero, comunque, individuato cinque possibili fattori scatenanti:
- il Diidrotestosterone, come il fattore primario nella calvizie dei maschi, in quanto esso si lega al bulbo pilifero del capello atrofizzandolo;
- genetico, talvolta con trisomia del cromosoma 21;
- immunologico, che comporterebbe uno stato di diminuzione delle difese immunitarie oppure una compartecipazione di malattie a sfondo autoimmunitario (per esempio tiroidite);
- nutrizionale, per carenza di proteine, vitamine o minerali dovuta a diete troppo restrittive o malattie (es. anemia);
- psicologico, causato da stress ed eventi traumatici.

La scala di Hamilton-Norrwood e la Scala di Ludwig sono utilizzate, rispettivamente per uomo e donna, per valutare il grado di calvizie e la progressione della malattia.

## Tipologia
Le alopecie possono essere classificate in cicatriziali, suddivise in ereditarie ed acquisite, e non cicatriziali suddivise a loro volta in ereditarie ed acquisite.

### Forme non cicatriziali

#### Ereditarie
Per quanto riguarda le forme non cicatriziali, sono state studiate più di 120 diverse specie di natura prevalentemente genetica. Possono manifestarsi sia in maniera isolata che con interessamento ad altri organi.

#### Acquisite
Fra le più comuni si ritrovano:
- l'alopecia androgenetica che riguarda solo i capelli delle zone frontali e superiori del capo. Si è a lungo definita alopecia seborroica perché frequentemente è accompagnata da un'elevata secrezione sebacea. Tuttavia gli studiosi hanno abbandonato questa definizione dopo aver dimostrato che il sebo non è la causa della calvizie androgenetica, ma solo un fenomeno associato, peraltro non sempre presente;
- il telogen effluvium, in tale manifestazione i capelli cadono copiosamente senza formare alcuna chiazza, come nell'alopecia da avvelenamento, da chemioterapia, da dermatite seborroica
- l'alopecia areata, forma nel suo manifestarsi chiazze glabre;
- l'alopecia areata totale, scomparsa dei capelli in tutto il capo;
- l'alopecia areata universale, che riguarda i peli di tutto il corpo;
- l'alopecia psicogena;
- la tricotillomania, lo spezzarsi volontario dei capelli, comune nei bambini e negli adolescenti;

### Forme cicatriziali

#### Ereditarie
Le tipologie di questa forma sono molte ma non sufficientemente studiate nella letteratura medica per via della loro rarità.
Vi sono alcune forme derivate da un'altra patologia:
- Aplasia cutis congenita, la causa è da riscontrarsi in un'anomalia durante l'età fetale;
- Porocheratosi di Mibelli;
- Incontinentia pigmenti, è una malattia mortale per il sesso maschile, mostra una notevole incidenza di alopecia di forma cicatriziale;
- Epidermoliosi bollosa distrofica.

#### Acquisite
Tra le forme cicatriziali, le più comuni sono:
- il lichen planopilare;
- il lupus;
- la pseudoarea di Brocq.

Per quanto riguarda le forme cicatrizzabili acquisite, spesso la causa è da ricondursi a un evento traumatico o causato da ustioni, anche di origine chimica.

## Sintomatologia
Per quanto riguarda l'alopecia androgenetica, generalmente non si presenta con un considerevole aumento del numero dei capelli che cadono e, anzi, molti soggetti diventano calvi perdendo pochissimi capelli al giorno.
Il primo segno dell'avvento è l'assottigliamento progressivo dello stelo, inizialmente non apprezzabile a occhio nudo, poi invece sempre più palese.
La perdita avviene con maggiore incidenza negli uomini (80% dei maschi), ma anche nelle donne (35% in età fertile e 50% di quelle in menopausa). Nei maschi i primi segni si presentano nei cosiddetti golfi o anse frontali (impropriamente definite stempiature) per poi colpire anche la zona apicale della testa. In seguito il fenomeno si trasferisce anche nell'area centrale "collegando" fronte e nuca. Nelle donne è più frequente invece uno sfoltimento della zona centrale, mentre almeno inizialmente, la zona frontale è meno interessata.
Oltre alla perdita dei capelli, raramente si mostrano altri sintomi associati quali bruciore e prurito.
Si mostra inizialmente alle tempie o in alternativa al vertice, da qui inizia progressivamente a diffondersi fino ad una quasi totale calvizie (o totale, dipende anche dalle varie forme). Nelle donne, invece, l'origine la si ritrova nelle regioni frontali, parietali e coronali ma è meno aggressiva della forma maschile, porta infatti più che altro ad un diradamento dei capelli.
Oltre alla perdita dei capelli, negli uomini si verifica spesso un aumento del numero e dimensioni dei peli in altre parti del corpo, facendo ipotizzare che l'alopecia sìa legata anche a una variazione dei livelli di testosterone.
Nella cute, l'enzima 5-alpha reduttasi, espresso nella sua isoforma 2, catalizza la conversione del Testosterone in DHT, il quale riduce i follicoli piliferi irrigidendo il cuoio capelluto e impedendo il normale flusso di sangue. Per arrestare questo meccanismo, si cerca di limitare i fattori che causano una cattiva ossigenazione del sangue, come carenze di ferro alimentare nella sintesi dell'emoglobina, e si applicano localmente sostanze vasodilatatori in grado di riossigenare il cuoio capelluto, dette rubefacenti. Queste sostanze causano un arrossamento locale e momentaneo del derma sotto i capelli e sono: peperoncino, mentolo, canfora, cannella, la jaborandi, ginepro, arnica e rosmarino. Per non irritare la pelle, si applicano per brevi periodi alla radice del capello.
Essendo il capello formato da cheratina e melanina, entrambe proteine solide, le carenze alimentari giocano un ruolo importante nella comparsa di capelli meno resistenti e nella loro caduta.

## Rimedi per l'alopecia
Rimedi efficaci contro l’alopecia sono i trattamenti locali che permettono di:
- rallentare l’eccessiva caduta dei capelli riportandola a un livello fisiologico;
- favorire, con trattamenti nutritivi, stimolanti e con corrette prassi igieniche, la normale ricrescita dei capelli laddove i follicoli sono ancora attivi.

Bisogna ricordare, infatti, che rimedi efficaci all’alopecia possono essere predisposti solo se i follicoli dei capelli non si sono già atrofizzati. Perciò:
- in caso di alopecia temporanea si possono elaborare rimedi efficaci personalizzando i trattamenti tricologici e minimizzando i danni;
- nel caso di alopecia cicatriziale, con follicoli atrofizzati, non esistono rimedi che stimolino la ricrescita, ma si può intervenire solo con l’auto-trapianto di capelli;
- nel caso di alopecia cicatriziale, con follicoli non ancora atrofizzati, ugualmente non esistono rimedi per salvare i capelli, ma è possibile intervenire con trattamenti che rallentano il processo di caduta dei capelli.

Ad eccezione dei casi di esclusiva competenza medica, per contrastare l’alopecia e la caduta capelli si può intervenire con queste tecniche combinabili a seconda dei casi:

### Trattamenti tricologici
Uso di prodotti igienici, fiale e lozioni anticaduta, in grado di arginare i sintomi esteriori dell'alopecia. Si tratta di rimedi mirati a contenere i fattori che causano la caduta di capelli o contribuiscono ad accelerare la “morte” dei follicoli piliferi;

### Terapia laser per capelli
I trattamenti laser sono un rimedio efficace soprattutto se utilizzati in combinazione con i trattamenti tricologici. Nel trattamento dell’alopecia permettono di stimolare l’attività follicolare favorendo la ricrescita dei capelli.

### Auto-trapianto chirurgico per capelli
È un rimedio estremo a cui si ricorre nei casi di alopecia cicatriziale dove i follicoli non possono più essere “risvegliati”. Non è una cura, ma una soluzione alternativa per chi, essendo ormai “fuori tempo massimo”, vuole comunque ottenere l’infoltimento dei capelli. Per queste persone l’auto-trapianto con tecnica FUE rappresenta l’ultima risorsa contro l’alopecia.

### Farmaci
Uno dei farmaci utilizzabili per prevenire l'alopecia androgenetica è la Finasteride, il quale agisce come inibitore delle isoforme 2,3 della 5-alpha reduttasi, prevenendo così la produzione di DHT e quindi la manifestazione dell'alopecia. Non è sempre consigliato per i suoi effetti collaterali importanti.
Nel giugno 2022 la Food and Drug Administration (Fda) ha approvato negli Stati Uniti il Baricitinib come farmaco anti-alopecia con risultati pubblicati sul New England Journal of Medicine.

### Rimedi Naturali
Un'altra categoria di inibitori dell'enzima 5-alpha reduttasi sono piante naturali quali il Pygenum africanum (Pigenil) e la serenoa repens (Permixon), che come con i farmaci, inibiscono l'attività dell'enzima, bloccando la produzione di DHT. Le formulazioni commercializzate di questi rimedi non sono però indicati per l'alopecia androgenetica ma per il trattamento dell'iperplasia prostatica benigna (BPH)